# Utetheisa perryi
Utetheisa perryi är en fjärilsart som beskrevs av Hayes 1975. Utetheisa perryi ingår i släktet Utetheisa och familjen björnspinnare. Inga underarter finns listade i Catalogue of Life.